# Bauzi jezik
Bauzi jezik (ISO 639-3: bvz; baudi, baudji, baudzi, bauri), papuanski jezik istočne geelvink bay porodice, skupine bauzi, kojim govori oko 1 500 ljudi (1991 SIL) u indonezijskim regencijama Jayapura i Yapen Waropen; imaju više sela: Vakiadi, Noiadi, Danau Bira, Solom, Kustera, Neao i Itaba. 
Postoje tri dijalekta: gesda dae, neao i aumenefa. Ovim jezikom govore i neki Aliki ili Eritai (i obratno) koji se s njima žene ili trguju. Bauzijsku podskupinu čini zajedno s jezikom demisa [dei] 

## Vanjske poveznice
- Ethnologue (14th)
- Ethnologue (15th)